# مارسل مارکز
مارسل د مندونسا مارکز (زاده ۲۶ ژوئیه ۱۹۹۶) بازیکن فوتسال برزیلی است که به عنوان وینگر بازی می کند.